# Ricardo Tanturi
Ricardo Tanturi, kallad El caballero del tango, född 27 januari 1905 i Buenos Aires, död 24 januari 1973, var en argentinsk orkesterledare inom tango.
Hans orkester nådde stor framgång genom samarbeten med illustra sångare, och de rent instrumentala inspelningarna är få till antalet. Tanturi har med sin medryckande och taktfasta musik blivit en av tangodansarnas absoluta favoriter och en av de mest spelade på milongor.
Tanturis orkester gjorde först stor succé 1939 med den karismatiske sångaren Alberto Castillo, som förförde publiken med originell röst, överdrivna gester och tjusiga frisyrer. Samarbetet varade till 1943 och resulterade i 37 inspelningar, innan Castillo gick vidare till en solokarriär. Castillos efterföljare, Enrique Campos, sjöng med en självklar enkelhet som framhävde orkesterns säkra och exakta men samtidigt diskreta tolkningar. De 51 inspelningar som gjordes av Tanturi-Campos tillhör genrens mest hyllade.